# Homopliopsis oculata
Homopliopsis oculata är en skalbaggsart som beskrevs av Leon Fairmaire 1886. Homopliopsis oculata ingår i släktet Homopliopsis och familjen Melolonthidae. Inga underarter finns listade i Catalogue of Life.